# ارمسترونغ ويتوورث إف.كيه.8
ارمسترونغ ويتوورث إف.كيه.8 (بالإنجليزية: Armstrong Whitworth F.K.8)‏ كانت طائرة بريطانية، ثنائية السطح ذات مقعدين للأغراض العامة، بنتها شركة ارمسترونغ ويتوورث للطائرات خلال الحرب العالمية الأولى.

## التصميم والتطوير

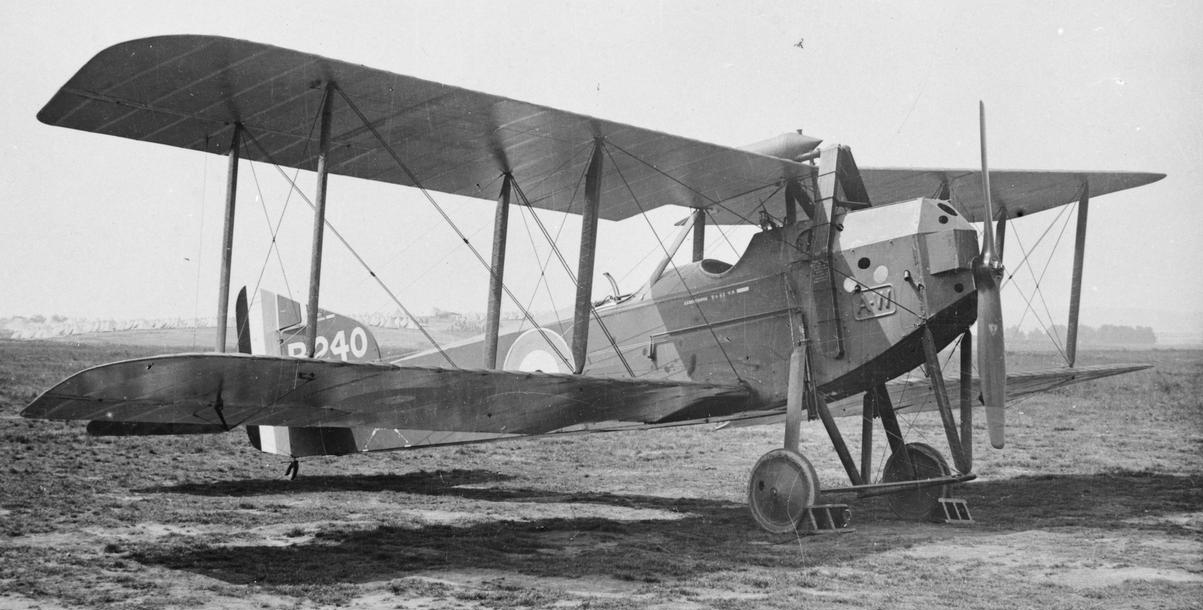
Early production F.K.8 showing original undercarriage, cowling and radiators

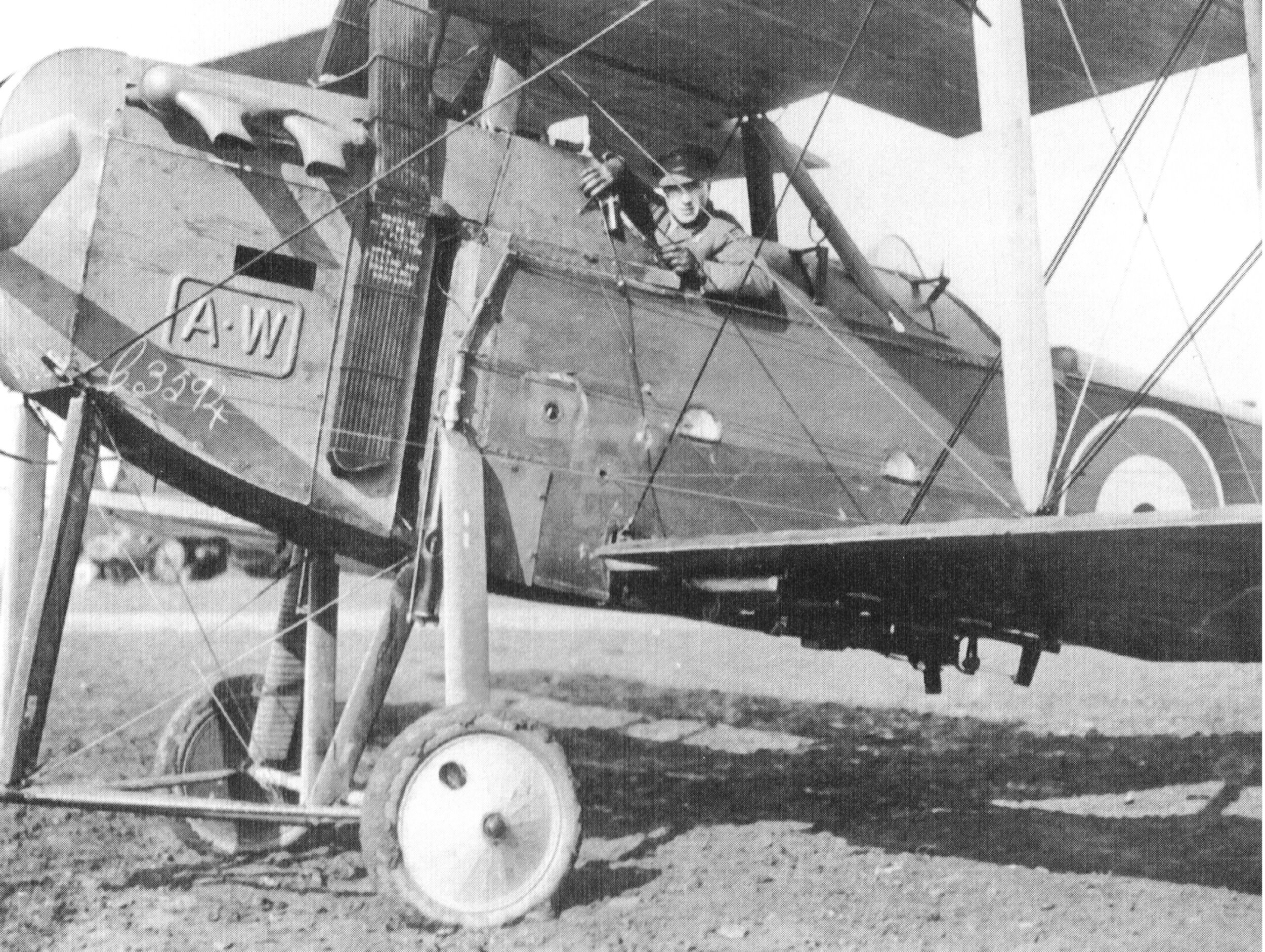
The cockpit placement of the F.K.8

## التاريخ التشغيلي

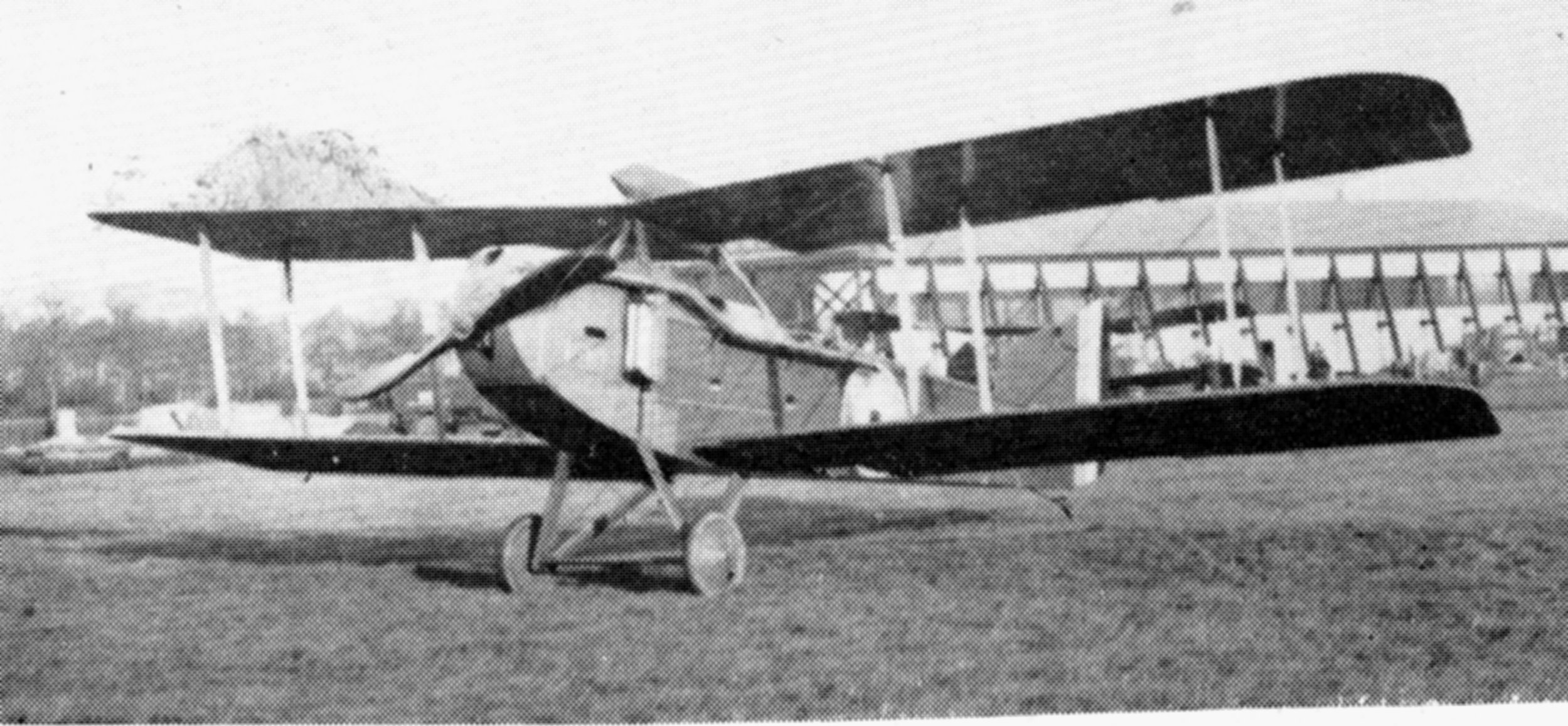
Late production F.K.8 showing modified undercarriage, cowling, and radiators, as well as the final long exhausts

الحرب العالمية الاولى.

## المشغلين

### مشغلين المدنية
أستراليا
- كانتاس

### مشغلين العسكرية
مملكة الحجاز
تلقت مملكة الحجاز اثنتين (F.K.8) في عام 1921، واحدة على الأقل كانت موجودة حتى عام 1923.
 باراغواي
- سياسة باراغواي  [لغات أخرى]‏
- Paraguayan Air Force

 المملكة المتحدة
- الفيلق الجوي الملكي / سلاح الجو الملكي[4]

## مواضفات (F.K.8)
البيانات من The Encyclopedia of World Aircraft
الخصائص العامة
- الطاقم: 2
- الطول: 31 ft 5 in (9.58 m)
- باع الجناح: 43 ft 6 in (13.26 m)
- الارتفاع: 10 ft 11 in (3.33 m)
- مساحة الجناح : 540 ft² (50.17 m²)
- الوزن فارغة: 1,916 lb (869 kg)
- وزن الإقلاع الأقصى: 2,811 lb (1,275 kg)
- محرك الطائرة: 1 × Beardmore 120 hp 6-cylinder inline piston engine, 160 hp (112 kW)

الأداء
- السرعة القصوى: 83 kn (95 mph, 153 km/h) at sea level
- سقف الخدمة: 13,000 ft (3,960 m)
- Endurance: 3 hours